# Milan Ivanović
Milan Ivanović (serbe : Милан Ивановић) (né le 21 décembre 1960 à Sivac en actuelle Serbie, à l'époque en Yougoslavie) est un joueur de football international australien d'origine serbe, qui évoluait au poste de défenseur.

## Biographie

### Carrière en sélection
Avec l'équipe d'Australie, il dispute 59 matchs (pour aucun but inscrit) entre 1991 et 1998. Il figure notamment dans le groupe des sélectionnés lors de la Coupe d'Océanie de 1996.
Il dispute également la Coupe des confédérations de 1997 avec la sélection australienne.

## Palmarès

### Palmarès en club
| Étoile rouge - Championnat de Yougoslavie (2) : - Champion : 1979-80 et 1980-81. - Coupe de Yougoslavie (1) : - Vainqueur : 1981-82. |  | Adelaide City - Championnat d'Australie (2) : - Champion : 1991-92 et 1993-94. - Coupe d'Australie (2) : - Vainqueur : 1989 et 1991-92. |

### Palmarès en sélection
Australie
- Coupe d'Océanie (1) :
  - Vainqueur : 1996.

- Coupe des confédérations :
  - Finaliste : 1997.

### Palmarès individuel
- Médaille Johnny-Warren : 1990-91
- Médaille Joe Marston : 1992-93
- Équipe australienne du siècle RSSSF : 2000